# Хидайят Инайят-Хан
Хидайят Инайят-Хан (урду عنایت خان کمبوہ‎, англ. Hidayat Inayat Khan; 6 августа 1917, Лондон — 12 сентября 2016, Мюнхен) — композитор, дирижёр и секретарь Международного суфийского движения. Сын индийского музыканта и философа Хазрат Инайят Хана. Трое братьев и сестер: Нурунисса Инайят-Хан, Вилайят Инайят-Хан и Харунисса Инайят-Хан.

## Биография
С 1922 года вместе с семьей проживал во Франции, в Сюрен, пригороде Парижа. Изучал традиционную индийскую музыку у своего отца. Западное музыкальное образование начал в Париже в 1932 году в L’Ecole Normale de Musique, по классу скрипки у Бернарда Синсхеймера; по классу композиции у Нади Буланже; и класс оркестровки у Дирана Алексаняна. Позже он посещал курсы камерной музыки, даваемые участниками венгерского струнного квартета Енё Ленера в Париже.
В 1942 году, Хидайят Инайят-Хан стал профессором музыки в Музыкальном Лицее де-Дьелефит во Франции. После второй мировой войны работал скрипачом в симфоническом оркестре города Харлем (Нидерланды). Окончил курсы дирижирования оркестром голландского дирижёра Туна Верхея. В 1952 году, Хидайят Инайят-Хан дирижировал оркестром 's-Hertogenbosch и выступил с дебютом как композитор на голландском радио «Поэма Fa» для оркестра и фортепиано. В 1952 году основал свой первый оркестр камерной музыки.
В последующие годы состоялось несколько исполнений музыки Хидайят Инайят-Хана. 4 Мая 1957 года, его Zikar Symphony была исполнена в зале Плейель в Париже, дирижёр Жорж Претр. 21 ноября 1969 года по случаю столетия Махатмы Ганди была исполнена его Gandhi Symphony в специальном концерте, организованном ЮНЕСКО в Нидерландах. В 1971 году эта симфония была исполнена в США для мировой премьеры на радиостанции «Голос Америки».
15 октября 1971 года, состоялась премьера Virginia Symphonic Poem написанная в честь Двухсотлетия Америки.
В 1972 году на баварском Радио в программе «Портрет композитора» была исполнена сюита «La Monotonia». Сообщение симфония была сыграна в 1977 году.
В Мюнхене 15 и 16 февраля 2002 года, состоялось премьерное исполнение «Симфонической сюиты» Мюнхенским Симфоническим Оркестром под управлением Андреаса Паскаля Хейнцмана.
5 Мая 2007 года, в Мюнхене состоялась премьера «Королевской Легенды» (op. 46). Zorneding-Baldham Orchestra.
Хидайят Инайят-Хан автор многочисленных произведений среди них концерты симфонических оркестров, квартетов, хоровые и фортепианные произведения. Многие его композиции теперь доступны на CD.
Он является одним из основателей Европейского Союза Композиторов, и его музыка часто исполняется на международном уровне.
Музыка Хидайят Инайят-Хана во многом является попыткой соединения Восточной монофонии и Западной полифонии; сочетание гармонических структур характерных для западной музыки и сочетание их с традициями индийской музыки.

## Философия
В период с 1988 года по наши дни он написал несколько книг посвященных философии йоги, суфизма, а также несколько книг с воспоминаниями.
В 1988 году, Хидайят Инайят-Хан является Секретарем Международного Суфийского Движения основанного его отцом Хазрат Инайят Ханом. В последние годы жизни он жил в Европе: Мюнхене, Харлеме и Сюрен. Продолжал путешествовать, давая классы и лекции по философии, творчеству и суфизму.

## Аудио
- Nous vous invitons à la Priere and other compositions and Sufi songs of Hidayat Inayat-Khan — smaller compositions for voice, instrument, quartet. Mirasound Classics 399277 Holland 1997 ASIN: B0002NBLQC
- Symphonic Works. Hidayat Inayat-Khan. «Sound of Light», Banff, Canada 1999 Double CD, total time 108 min. ASIN: B000LE1A04
- Message from the Heart. Hidayat Inayat-Khan — extracts from his symphonic works, Oreade Music 2000, Haarlem. ORS 59622. CD total time 52:16 ASIN: B00004U0Y3
- Suite Symphonique Op. 7 by Hidayat Inayat-Khan — Live in Munich 2002. Symphonisches Orchester München-Andechs — Conductor Andreas Pascal Heinzmann (also in the concert: Symphonie Nr. 1 °C.Moll von J. Brahms)
- Monotonia. Mystery. Hidayat Inayat-Khan. CJ Music 2003. Novosibirsk (Russia) CD, total time 68:30
- Ballet Rituel Op. 17 Hidayat Inayat-Khan — Live 19. Juli 2003 in München. Symphonisches Orchester München-Andechs — Conductor Andreas Pascal Heinzmann (also in the concert: Rhapsodie von Rachmaninov, Symphonie Nr. 2 D-Dur von J. Brahms)

## Книги
- Sufi Teachings: Lectures from Lake O’Hara by Hidayat Inayat-Khan. Publisher: Ekstasis Editions (August 15, 1996), 120 pages, ISBN 0-921215-66-5
- The Inner School: Esoteric Sufi Teachings by Hidayat Inayat-Khan. Publisher: Ekstasis Editions (August 15, 1997) ISBN 0-921215-98-3 Google Books
- Reflections on the Art of Personality by Hidayat Inayat-Khan. 128 pages Publisher: Ekstasis Editions (December 25, 2001) ISBN 1-894800-01-X Google Books
- Once Upon a Time. Early Days Stories About My Beloved Father and Mother by Hidayat Inayat-Khan. 2002
- Reflections on Philosophy, Psychology and Mysticism: Contemplations on Sufi Teachings by Hidayat Inayat-Khan. Ekstasis Editions (2003) 96 pages, ISBN 1-894800-44-3 Google Books
- Reflections on Inner Sufi Teachings by Hidayat Inayat-Khan. Ekstasis Editions (2006) 120 pages, ISBN 1-894800-58-3 Google Books
- Reflections on Spiritual Liberty by Hidayat Inayat-Khan. Ekstasis Editions (October 15, 2007) 122 pages, ISBN 1-897430-14-0
- Spiritual Liberty by Hidayat Inayat-Khan. Readworthy Publications (April 1, 2011) 180 pages ISBN 93-5018-009-X
- Sufi Message of Unity of Religious Ideals Readworthy Publications (April 3, 2012) 102 pages ISBN 93-5018-134-7

на немецком языке:
- Eine Fackel in der Dunkelheit von Hidayat Inayat-Khan Heilbronn Verlag (1997) ISBN 3-923000-86-3
- Geistige Freiheit von Hidayat Inayat-Khan. Petama Project Verlag, 185 pages, ISBN 3-907643-00-3
- Es war einmal … von Hidayat Inayat-Khan. Heilbronn Verlag (1998) 88 pages, ISBN 3-923000-91-X

на русском языке:
- Инаят-хан Хидаят. «Суфизм — философия любви». Журнал «Урания». №1 (1994). 64 с.
- «Учение Суфиев» Пир-о-Муршида Хадайят Инайят Хана. Новосибирск. (2002), 148 pages.

## Видео
- Хидайят Инайят-Хан. «La Monotonia», хореография Петрег Леюнг. Исполнители Мария Саша Хан и Вьеслав Дудек (Staatsballett Berlin). 2007
- Хидайят Инайят-Хан. Интервью для программы «Chai Time» (Ванкувер)
- Хидайят Инайят-Хан. «Concerto for strings op 48». Novosibirsk. 13.09.2010. Новосибирский струнный квартет: Оганес Гиранян, скрипка; Александр Кащеев, скрипка; Илья Тарасенко, альт; Станислав Овчинников, виолончель; Виктор Мурашов, контрабас.

## Аудиокниги
- The Wisdom of the Sufis: A Dialogue Between Hidayat Inayat-Khan and Deepak Chopra, (Dialogues at the Chopra Center for Well Being) (Audio Cassette) Hay House Audio Books (February 2000) ISBN 1-56170-734-1